# Ho messo via
Ho messo via è un singolo promozionale del cantautore italiano Luciano Ligabue, pubblicato nel 1993 come secondo estratto dall'album Sopravvissuti e sopravviventi.

## Descrzione
Il singolo è stato pubblicato in formato CD single promozionale contenente una sola traccia dall'etichetta discografica WEA Italiana, con numero di catalgoo PROMO 467. 
La title track è una ballata romantica in cui Ligabue guarda la propria vita in retrospettiva, accorgendosi di non essere riuscito a "mettere via"  il sé stesso bambino, nonostante ormai sia adulto e la sua vita avanzi. Il brano presenta un assolo di tromba di Demo Morselli (direttore d'orchestra al Maurizio Costanzo Show), una introduzione al pianoforte di Gianfranco Fornaciari e riff di chitarra con bottleneck di Max Cottafavi.

## Videoclip
Il video musicale è stato diretto da da Alessandro Cappelletti. Originariamente disponibile solo in videocassetta, contenuto nell'home video Videovissuti e videopresenti del 1993, è stato in seguito incluso nei DVD Primo tempo del 2007 e nella raccolta Videoclip Collection del 2012, quest'ultima distribuito solo in edicola.

## Tracce
1. Ho messo via – 4:47 (Luciano Ligabue)

## Classifiche
| Classifica (2007) | Posizione massima |
| ----------------- | ----------------- |
| Italia            | 36                |

## Crediti
- Luciano Ligabue - voce, chitarra acustica

### Clan Destino
- Gigi Cavalli Cocchi - batteria
- Max Cottafavi - chitarra elettrica
- Luciano Ghezzi - basso
- Gianfranco Fornaciari - tastiere, pianoforte

### Altri musicisti
- Demo Morselli - tromba

## Cover
- Nel 2010 la canzone è stata reinterpretata da Elisa ed inclusa nel suo album Ivy.[3]